# Andreas Muhr

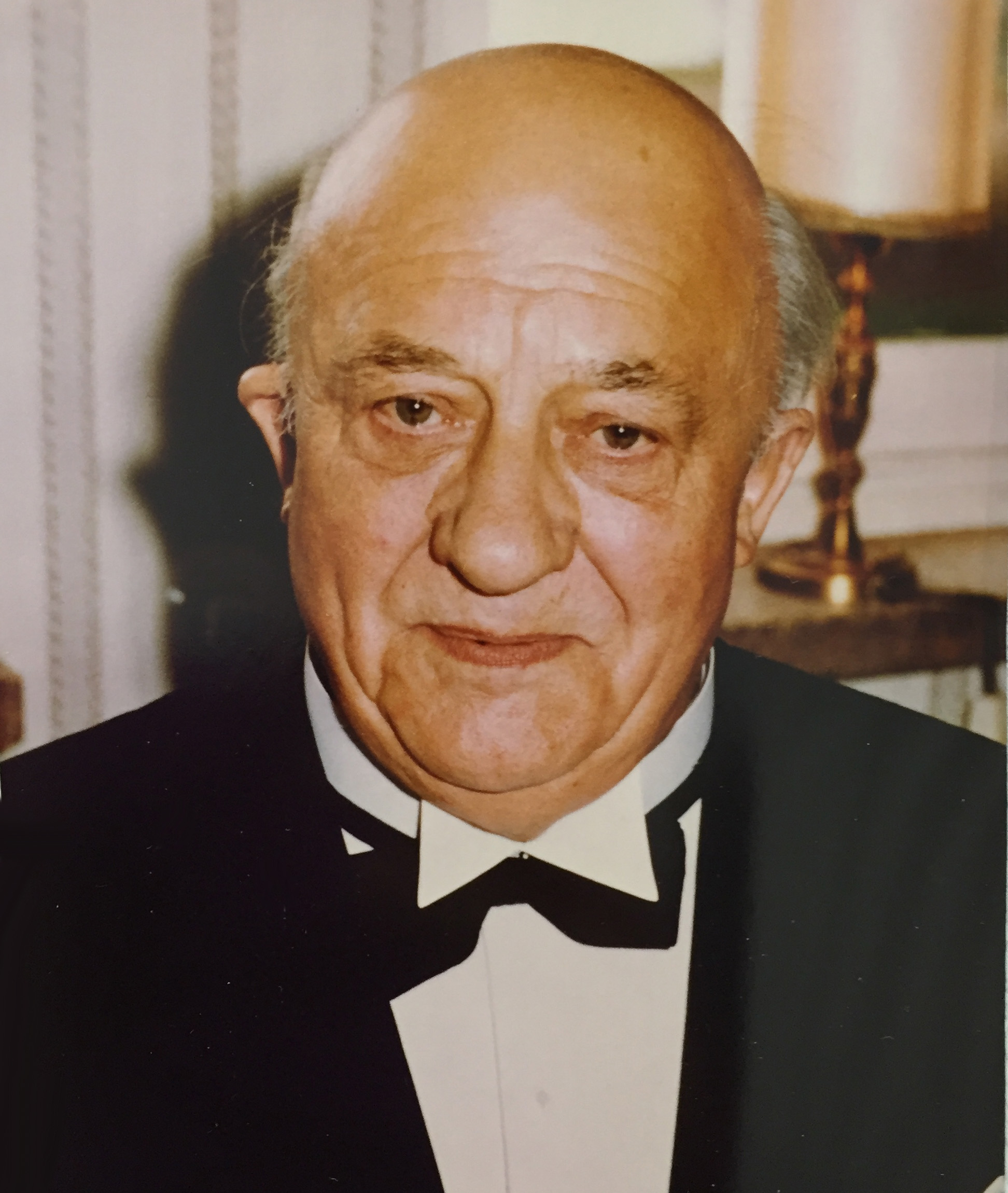
Andreas Muhr 1977

Andreas Muhr (* 12. Februar 1904 in Köln; † 25. Februar 1979) war ein deutscher Politiker und Landtagsabgeordneter der CDU, sowie stellvertretender Kreishandwerksmeister von Köln.

## Leben und Beruf
Nach dem Schulbesuch absolvierte er eine Schmiedelehre, war in diesem Beruf tätig und legte die Meisterprüfung ab. 1935 übernahm Muhr den elterlichen Betrieb und wurde Beiratsmitglied der Schmiede-Innung in Köln. Er war als Fachlehrer tätig und engagierte sich in den Bereichen der Innung und der Kreishandwerkerschaft.
In Köln-Bocklemünd gibt es zu Ehren Muhrs eine Andreas-Muhr-Straße. 1937 Beiratsmitglied der Schmiede-Innung Köln. Ab 1937 Fachlehrer in Köln. Ab 1945 Obermeister der Schmiede-Innung Köln, ab 1946 Vorsitzender der Fachgruppe Fahrzeugbau in Nordrhein-Westfalen, 1947 stellvertretender Landesinnungsmeister, 1948 stellvertretender Kreishandwerksmeister von Köln.
Mitglied der CDU ab März 1946. Mitglied des Handwerkerbeirates beim Wirtschaftsministerium.

## Politik
1946 wurde er Mitglied der CDU. Vom 20. April 1947 bis zum 17. Juni 1950 war Muhr Mitglied des Landtags des Landes Nordrhein-Westfalen. Er wurde im Wahlkreis 016 Köln-Stadt IV direkt gewählt.

## Belege
1. ↑  Landtag NRW: Detailansicht des Abgeordneten Andreas Muhr.

| Personendaten    | Personendaten                  |
| ---------------- | ------------------------------ |
| NAME             | Muhr, Andreas                  |
| KURZBESCHREIBUNG | deutscher Politiker (CDU), MdL |
| GEBURTSDATUM     | 12. Februar 1904               |
| GEBURTSORT       | Köln                           |
| STERBEDATUM      | 25. Februar 1979               |